# Sungai Pasak
Sungai Pasak is een bestuurslaag in het regentschap Pariaman van de provincie West-Sumatra, Indonesië. Sungai Pasak telt 1016 inwoners (volkstelling 2010).